# غاري تالبوت
غاري تالبوت (بالإنجليزية: Gary Talbot)‏ (15 ديسمبر 1937 في المملكة المتحدة - ) هو مصور ولاعب كرة قدم بريطاني في مركز الهجوم. لعب مع نادي كرو ألكساندرا ونادي تشستر سيتي ونادي درومكوندرا ‏.

## وصلات خارجية
- غاري تالبوت على موقع قاعدة بيانات كرة القدم.إي يو (الإنجليزية)